# Carol Bruce
Carol Bruce (* 15. November 1919 als Shirley Levi in Great Neck, New York; † 9. Oktober 2007 in Woodland Hills, Los Angeles) war eine US-amerikanische Sängerin, Bühnen- und Filmschauspielerin. In den USA ist sie vor allen Dingen als Broadway-Star in Erinnerung geblieben. Ihre sieben Jahrzehnte umfassende Karriere ab den 1930er Jahren beinhaltete aber auch Filmrollen, zahlreiche Auftritte in Clubs, Radioshows und Fernsehserien.

## Karriere
Bruce begann ihre Karriere mit 17 Jahren als Live- und Radiosängerin in Montreal. Sie wurde als Entdeckung von Lloyd Hunter bezeichnet, mit dessen Orchester sie einige Zeit im exklusiven 'Normandie Roof' auftrat, das damals als "high-end dinner club" des Montrealer Nachtlebens galt. Bald darauf eroberte sie die Bühnen des Broadway, dazu trugen nicht nur ihre gesanglichen Qualitäten bei, denn auch als Schauspielerin machte sie offenbar eine im wahrsten Sinne des Wortes gute Figur (Sie wurde 1939 in New York zum Beispiel zur "Miss Cocoa" und "Miss Marina" gewählt).
Besonders viel Zuspruch erntete sie für ihre Rolle im Musical "Louisiana Purchase" (1940) mit dem Hit "The Lord Done Fixed Up My Soul". Weitere Bühnenauftritte folgten hauptsächlich bis Ende der 60er Jahre ("Show Boat", "Bloomer Girl", "Do I Hear a Waltz?"). 
Im Kino war sie sowohl am Anfang als auch am Ende ihrer Karriere zu sehen: In den Jahren 1941 und 1942 trat sie dreimal für Universal vor die Kamera: "Keep 'Em Flying" (1941), This Woman Is Mine (1941) und Behind the Eight Ball (1942). Es folgten fast vier Jahrzehnte später Ein Mann für gewisse Stunden (1980) und Ein Ticket für zwei (1987), außerdem bis zum Jahr 1999 weitere Gastrollen im Fernsehen: Von 1979 bis 1982 übernahm sie in der Sitcom WKRP in Cincinnati (und später auch in deren Fortsetzung The New WKRP in Cincinnati von 1991 bis 1993) die in den USA populäre Rolle der Mama Carlson, einer resoluten und geschäftstüchtigen Besitzerin einer Radiostation. In deutschsprachige Wohnzimmer gelangte sie durch Gastauftritte in Serien wie "Drei Engel für Charlie" oder "Golden Girls".
Bruce starb mit 87 Jahren an den Folgen von COPD.

## Diskografie (Auswahl)
- 1938: My Best Wishes (Te Deseo Bien) (Victor 25875-A)
- 1938: S'Good Enough for Me (Màs Que Bueno Para Mi) (Victor 25870-A)
- 1940: Louisiana Purchase / The Lord Done Fixed Up My Soul (Schirmer Record – 507)
- 1940: A Nightingale Sang In Berkeley Square / Wish Me Luck (As You Wave Me Goodbye) Decca (3557)
- 1941: Red Moon of the "Caribbees" (Cancion Del Mar)/Misirlou (Decca 18185)
- 1941: The Boy With the Wistful Eyes / You Don't Know What Love Is (Columbia 36471)
- 1941: The Lamp of Memory (Incertidumbre) / Adios (Decca 18238)
- 1941: Carol Bruce Souvenir Album (Decca 18430 A / 18430 B / 18431 A / 18431 B)

## Filmografie (Auswahl)
- 1937: Koo Koo Korrespondance Skool (Kurzfilm)
- 1941: This Woman Is Mine
- 1941: Fallschirmakrobaten (Keep ’Em Flying)
- 1942: Behind the Eight Ball
- 1979–1982: WKRP in Cincinnati (Fernsehserie, 10 Folgen)
- 1980: Ein Mann für gewisse Stunden (American Gigolo)
- 1980: Drei Engel für Charlie (Charlie’s Angels, Fernsehserie, Folge 4x22 Keine Chancen für Ganoven)
- 1981: Unter der Sonne Kaliforniens (Knots Landing, Fernsehserie, 3 Folgen)
- 1984: Noch Fragen Arnold? (Diff’rent Strokes, Fernsehserie, Folge 6x18)
- 1987: Full House (Rags to Riches, Fernsehserie, 1 Folge)
- 1987: Ein Ticket für Zwei (Planes, Trains and Automobiles)
- 1987–1988: Ein Grieche erobert Chicago (Perfect Strangers, Fernsehserie, 2 Folgen)
- 1989: Inspektor Hooperman (Hooperman, Fernsehserie, Folge 2x09)
- 1990: Doogie Howser, M.D. (Fernsehserie, Folge 2x07)
- 1991: Golden Girls (The Golden Girls, Fernsehserie, Folge 6x18)
- 1991: Jake und McCabe – Durch dick und dünn (Jake and the Fatman, Fernsehserie, Folge 4x18)
- 1991–1992: The New WKRP in Cincinnati (Fernsehserie, 5 Folgen)
- 1995: Party of Five (Fernsehserie, Folge 2x10)
- 1996: In einem Land vor unserer Zeit IV – Im Tal des Nebels (The Land Before Time IV: Journey Through the Mists, Sprechrolle)
- 1997: Diagnose: Mord (Diagnosis: Murder, Fernsehserie, Folge 4x26)
- 1999: Profiler (Fernsehserie, Folge 3x17)